# Копашнівська сільська рада
| Копашнівська сільська рада — колишній орган місцевого самоврядування у Хустському районі Закарпатської області з адміністративним центром у с. Копашново. Сільській раді були підпорядковані населені пункти: - с. Копашново - с. Лунка - с. Поляна - с. Хустець |

## Склад ради
Рада складалася з 30 депутатів та голови.

## Керівний склад сільської ради
| ПІБ                         | Основні відомості                                                 | Дата обрання | Дата звільнення |
| --------------------------- | ----------------------------------------------------------------- | ------------ | --------------- |
| Молнар Володимир Степанович | Сільський голова, 1965 року народження, освіта, безпартійний      | 26.03.2006   | 31.10.2010      |
| Гангур Юрій Михайлович      | Сільський голова, 1970 року народження, освіта вища, безпартійний | 31.10.2010   |                 |

Примітка: таблиця складена за даними джерела